# Quartfestivalen
Quartfestivalen var en musikfestival i Kristiansand i Norge 1991 - 2009. Festivalen begyndte i 1991 under navnet Quadradurmusivalen, men blev fra 1992 Quartfestivalen.
Festivalen gik konkurs før festivalen i 2008. Nye ejere afviklede festivalen i 2009, men selskabet bag festivalen i 2009 gik kort efter konkurs.
Den 25. og 26. juni 2016 blev festivalen genoplivet i anledning af 25års jubilæet. Hovednavne var LCD Soundsystem og Underworld. Det nye selskab bag arrangementet havde budgetteret med at sælge 10.000 billetter, men der blev alene solgt 6.000 billeter, og selskabet bag den genoplivede festival gik konkurs i juli 2016.

## Bands der har spillet på Quartfestivalen
- Turbonegro
- Marilyn Manson
- Rammstein
- Motörhead
- David Bowie
- Muse
- Mayhem
- Enslaved
- Slipknot
- The Cumshots
- Satyricon
- Rage Against The Machine
- Slayer